# Петровское (Александрийский район)
Петровское (укр. Петрівське) — упразднённое село в Александрийском районе Кировоградской области Украины.

## География
Село стояло у реки Березовец.

## История
Решением Кировоградского областного совета от 27 декабря 2013 года село исключено из учётных записей.

## Население
Население согласно переписи 1989 года — 8 человек, согласно переписи 2001 года — 2 человека.

## Транспорт
Возле Петровского расположен ж/д остановочный пункт 309 км линии Кременчуг—Користовка.